# Ardonea judaphila
Ardonea judaphila là một loài bướm đêm thuộc phân họ Arctiinae, họ Erebidae.